# Odofredo Denari
Odofredo Denari (primera mitad del siglo XIII — 3 de septiembre de 1265) fue un jurisconsulto de origen italiano perteneciente a la segunda generación de los glosadores de la Escuela de Bolonia. Su importancia no se debe a la calidad de su obra, sino que este sobresale por haber dejado un elevado número de noticias que tenían como tema principal la historia de la escuela boloñesa.

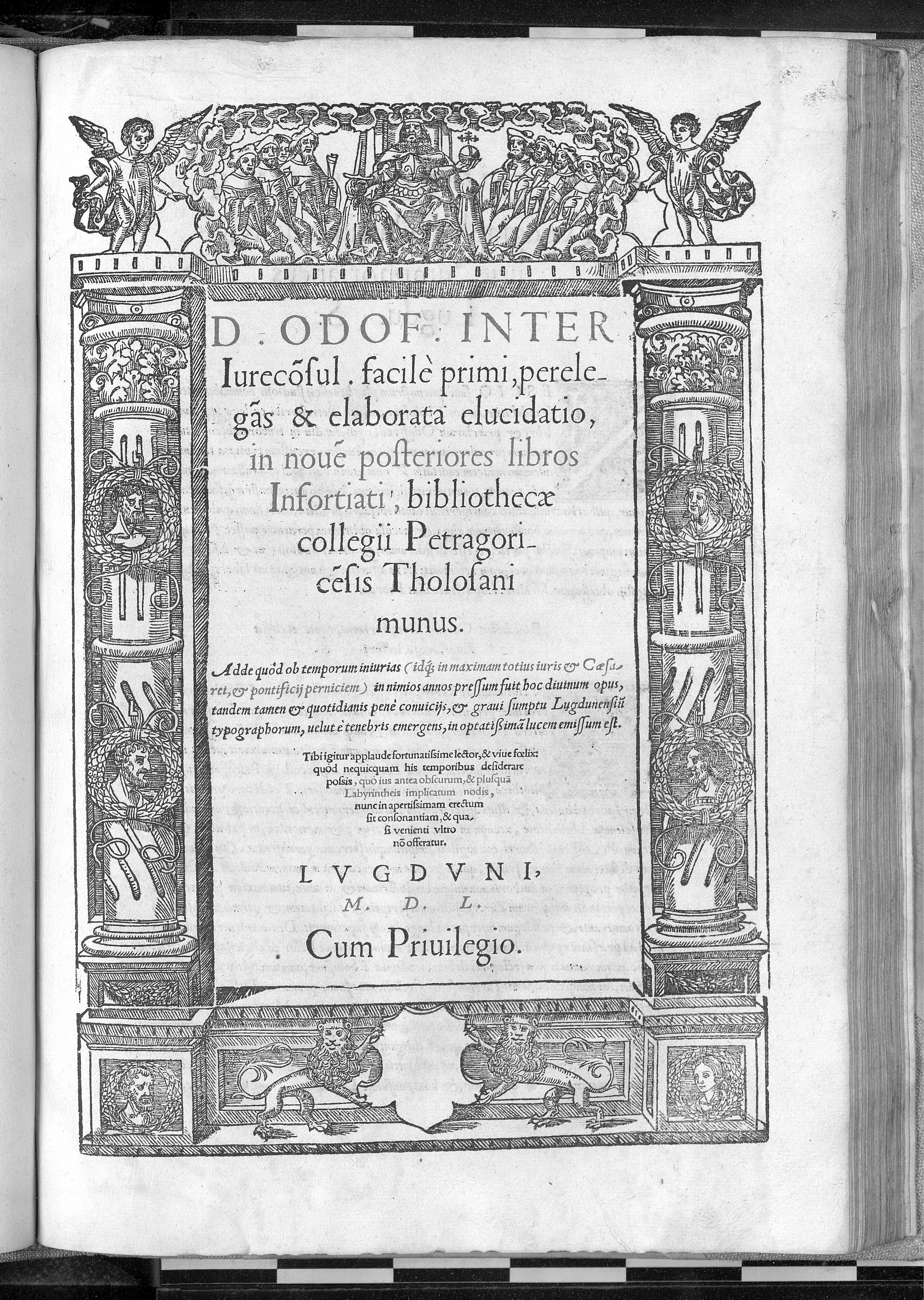
Elucidatio in novem posteriores libros Infortiati, 1550

## Datos biográficos
Tras su estancia en Sicilia y Francia inició su práctica docente en Bolonia, posiblemente, después de 1228, pues en los documentos anteriores a esta fecha todavía no es calificado de doctor. Además de su labor como docente, desempeñó funciones de abogado y hasta intervino en asuntos de corte político y diplomático de su tiempo: así ostentó el cargo de asesor del podestà de Padua en torno a 1238, se le confiaron el manejo de determinados asuntos (concertar tratados de paz, y mismo alianzas) dentro del municipio de Bolonia entre 1244 y 1254, y fue designado árbitro supremo de las disidencias jurídico-políticas existentes entre Bolonia y Rávena. Finalmente falleció el 3 de septiembre de 1265, recibiendo sepultura en las proximidades de la tumba de Accursio, en la iglesia de San Francisco de Bolonia.